# 光天 (南漢)
光天（こうてん）は、五代十国時代の十国のひとつ南漢の第2代皇帝、殤帝劉玢の治世下で用いられた年号。942年 - 943年。

## 西暦・干支との対照表
| 光天 | 元年  | 2年   |
| 西暦 | 942年 | 943年 |
| 干支 | 壬寅  | 癸卯  |